# Robert Haas (musicologue)
Pour les articles homonymes, voir Haas.
Robert Haas est un musicologue autrichien né le 15 août 1886 à Prague et mort le 14 octobre 1960 à Vienne (Autriche).

## Biographie
Au début de sa carrière à la Bibliothèque nationale autrichienne, Robert Haas s'intéresse essentiellement à la musique baroque et à la musique classique. 
Plus tard, il est engagé par la Société Internationale Bruckner pour travailler sur une édition complète des symphonies et des messes de Bruckner basée sur les manuscrits originaux déposés par le compositeur à la Bibliothèque de Vienne. 
Haas a aussi édité la musique d'Hugo Wolf, Claudio Monteverdi (Il Ritorno d'Ulisse in Patria), Christoph Willibald Gluck (Don Juan) et de la musique baroque. Il a aussi écrit sur Wolfgang Amadeus Mozart, Johann Sebastian Bach et sur la musique viennoise.

## Publications
- Die Estensischen Musikalien : thematisches Verzeichnis mit Einleitung, Regensburg, G. Bosse, 1927.
- Die Musik des Barocks, New York, Musurgia Publishers, 1928.
- Die Musik des Barocks, Wildpark, Potsdam, Athenaion, 1929.
- Wolfgang Amadeus Mozart, Potsdam, Akademische Verlagsgesellschaft Athenaion, 1933.
- Anton Bruckner, Potsdam, Akademische Verlagsgesellschaft Athenaion, 1934.
- Die Musik des Barocks, Potsdam, Akademische Verlagsgesellschaft Athenaion, 1934.
- Bach und Mozart in Wien, Vienne, P. Kaltschmid, 1951.